# 留尼汪角鸮
留尼汪角鸮（学名：Otus grucheti），是一种鸱鸮科角鸮属的小型猫头鹰，又名留尼汪猫头鹰（Réunion owl）或留尼汪蜥蜴猫头鹰（Réunion lizard owl），出没于马斯克林群岛的留尼汪岛，但没有对任何存活个体有过记录前便灭绝了；仅从圣吉尔莱班Autel洞穴（grotte de l'Autel）中采集的亚化石骨骼的研究中得知，与其同类群的生物都属于角鸮属，并大概率是红角鸮谱系的下游。 留尼汪岛在25万年前发生了一次剧烈的火山爆发，导致了许多物种的灭绝。留尼旺角鸮可能源自毛里求斯角鸮谱系后续的再定殖；也有小概率从火山喷发中幸存。
与毛里求斯角鸮和罗德里格斯角鸮相比，留尼汪角鸮是该属中最偏陆栖的物种，腿很长，翅膀有很明显的缩短，飞行能力可能有所下降；尤其是它比毛里求斯猫头鹰小（但比罗德里格斯猫头鹰稍大），但腿同样较长。其肢体骨骼与夏威夷Grallistrix属的“高跷猫头鹰”有很高的相似性。
其种加词grucheti是为了纪念留尼汪岛圣但尼自然历史博物馆馆长哈里·格吕谢（Harry Gruchet）而命名的，他因对岛上已灭绝的动物群感兴趣而闻名，并与菲利普·考夫曼（ Philippe Kaufmant）同样有意在Ermitage沼泽（marais de l'Ermitage）中寻找化石遗迹。

## 灭绝
由于并未有任何同时代报告提及留尼汪角鸮，可能是过于隐秘，也可能是比同类更早灭绝。尤其是迪布瓦于1671—72年制作的当地动物群清单中，并没有其身影。当时，唯一引入的掠食者是家猪:83。从当地的生态推断，该鸟类的飞行能力足以用来躲避猪，且引入岛上的猪主要以陆龟为食:84。所以留尼汪角鸮很可能是由于18世纪留尼汪岛上的森林砍伐现象加剧，最终逐渐消亡。:224-225